# 푸얀

푸얀(일본어:プーヤン, 영어:Pooyan)은 1982년 코나미(현 코나미 어뮤즈먼트)에서 개발된 아케이드 게임이다.

## 개요
납치된 아기돼지 푸얀을 구하기 위해 습격해오는 늑대들을 엄마돼지가 활을 쏘아 떨어트리는 동화적인 슈팅 게임이다.
귀여운 캐릭터에 비해 어울리지 않는 고난이도 게임성으로 인기를 끌었다. 게임 스타트 시엔 미국동요 The Other Day, I Met a Bear가 흘러나오며 일부 스테이지에선 드보르작의 Humoresques가 흘러나온다.

## 게임내용
스테이지 패턴은 이하 3종류다. 플레이어인 엄마돼지는 화면의 우측에서 상하로 움직이는 곤돌라를 타고 있다.
- 늑대가 풍선의 부력으로 위에서 내려오며 그 풍선을 화살로 맞춘다. 늑대가 지상으로 내려오면 곤돌라 뒤의 사다리에 늑대가(최대 4마리) 출현하며 가끔씩 플레이어를 물기 때문에 움직일 수 있는 범위가 좁아진다.
- 늑대가 풍선의 부력으로 아래에서 위로 상승하며 그 풍선을 화살로 맞춘다. 늑대가 7마리 이상 도달하면 곤돌라 위로 바위가 굴러떨어져 미스하게 된다. 마지막에 나오는 보라색 보스 늑대는 가드가 견고하고 놓칠 경우 늑대가 5마리 늘어난다.
- 보너스 스테이지는 고기로 늑대를 떨어트리는 (늑대는 공격해 오지 않는다)것과 보스 늑대가 던지는 과일을 쏘는 두 종류.

늑대에겐 활로 늑대가 들고 있는 풍선을 저격하는 것 말고도 고기를 이용한 공격도 가능하다.(던진 고기에 홀려 자기가 들고 있는 풍선을 놓아버린다.) 일격필살(핑크색 늑대도)에다가 한번에 처리가 가능하지만 풍선에 걸릴 경우가 있다. 일부 보너스 스테이지는 이것이 테마이다.

## 이식판
1982년은 초기의 PC들이 도태되기 이전이었기에, PV-1000이나 TRS-80 CoCo2라는 기종에의 이식판도 발매되었다.
- 푸얀 (1983년 게임PC, 타카라)
- 푸얀 (1983년 퓨타, 토미)
- 푸얀 (1985년 9월 20일 패미콤, 허드슨)
- 코나미 푸얀 (1985년 MSX, 허드슨)
- 코나미 80's 아케이드 갤러리 (1999년 5월 13일 플레이스테이션, 코나미)에 수록
- 우리들의 오락실족 푸얀 (2006년 5월 25일, 플레이스테이션2, 햄스터)
- 코나미 아케이드 콜렉션 (2007년 3월 15일) 닌텐도DS, 코나미디지털엔터테인먼트)에 수록
- Wii 버추얼콘솔 (2007년 6월 26일부터 서비스시작 500포인트 필요)
- 메탈기어솔리드 피스워커 (2010년 4월 29일 PSP) 플루톤 회수(헬륨이 들어간 풍선을 메달아 상승시켜서 비행기나 헬리콥터로 회수한다)에서 적병의 풍선을 쏴서 떨어트리는 『푸얀 미션』이 있다.

## 패미콤판 사운드
일반 패미콤에선 1/60초 이상으로 빠른 주기의 처리는 불가능하다. 하지만 아케이드판의 사운드드라이버는 1/300초로 작동하기 때문에 이것을 실현하지 못하면 풍선이 터지는 소리가 들리지 않았다. 이를 억지로 1/300초로 처리하도록 실현시켰다. 패미콤시대의 후기가 되자 1/60초 이상으로 빠른 주기의 처리가 가능한 사운드드라이버가 개발되었는데 패미콤시대 초기부터 이러한 처리를 이룬 건 푸얀뿐이다.

## 참고 문헌
- 패미통 1985